# Ratold của Ý
Ratold (tiếng Ý: Ratoldo; ?-?) là người giữ ngôi Vua của Ý trong khoảng một tháng của năm 896. Ông là con ngoài giá thú của Vua Arnulf của Đông Francia, được Biên niên sử Fulda ghi nhận cùng với người anh em là Zwentibold là được sinh ra bởi các phi tần (ex concubinis). Tên của mẹ họ không được ghi chép lại, nhưng có lẽ đã kết hôn với Arnulf theo luật tục Friedelehen ("hôn nhân đồng thuận"), bị hạ xuống bậc phi tần sau khi Arnulf chính thức cưới Uota vào năm 888.
Ngày sinh của ông không được biết rõ; ông có thể đã là một "người đàn ông trưởng thành" vào thời điểm ông được bổ nhiệm cai trị ở Ý.  Năm 889, Arnulf thuyết phục giới quý tộc Đông Frank công nhận Zwentibold và Ratold là người thừa kế của mình nếu không có người con trai hợp pháp nào được sinh ra bởi vương hậu. Một nhà sử học cho rằng Arnulf đã có kế hoạch từ đầu là bảo đảm các tiểu vương quốc cho những người con ngoài giá thú của mình (Lotharingia cho Zwentibold và Italia cho Ratold) trong khi vẫn giữ lại Đông Francia cho người con hợp pháp. Sau khi Arnulf lên ngôi hoàng đế ở Roma vào năm 896, ông đổ bệnh và nhanh chóng trở về Đức vào tháng 5, để lại, theo ghi chép của Biên niên sử Fulda, "người con trai nhỏ của mình tên là Ratold, người được một người vợ lẽ sinh ra, tại Milano để nhận được lòng trung thành của người dân Ý." Đoạn văn hơi dài dòng này để ngỏ liệu Ratold chỉ là "phó tướng" của cha mình hay là một "phó vương" chính thức ở Ý. Ngay sau khi Arnulf rời đi, đối thủ của ông, Công tước Lambert II của Spoleto, đã nắm quyền kiểm soát nước Ý và không còn tin tức gì về Ratold nữa. Con trai hợp pháp của Arnulf, Ludwig Trẻ con, được giới quý tộc công nhận là người thừa kế của ông vào năm 897.